# 1989年3月7日日食
1989年3月7日日食是一次日偏食，發生於1989年3月7日（東半球為3月8日）。新月當天（即朔日），地球上觀測到月球和太阳的角距離極小，此時月球如果恰好在月球交點附近，穿過太阳和地球之間，與地球、太阳接近一直線，則會出現日食。由於月球偏北或偏南，本影及偽本影從地球以北或以南經過而未接觸地表，只有半影覆蓋了地球北端或南端部分區域，形成日偏食。此次日偏食月球偏北，出現在北美地区除東南部外的大部分和周邊部分地區。

## 日食概況

### 出現區域
本次日偏食可在美国阿拉斯加州除阿留申群島西端外的絕大部分、加拿大除東南部外的大部分、格陵兰除東北部海岸和最南端外的絕大部分、美国本土西半部和北部、墨西哥西北部、夏威夷群島、俄罗斯最東端看到。其中絕大部分在國際日期變更線以東，在3月7日看到日食，俄罗斯最東端在3月8日看到日食。

### 基本參數
- 類型：日偏食
- 食分最大處（位於美国阿拉斯加州努尼瓦克島、聖馬修島、聖勞倫斯島包圍的白令海海域中心）資料：
  - 時間：1989年3月7日18:07:45
  - 地點：61°12′N 169°48′W / 61.2°N 169.8°W
  - 食分：0.8268（日食帶內最大）[3]

## 相關的日食

### 1986-1989年的日食
月球交替位於相對的月球交點時，以半個交點年（食年），即約177天又4小時間隔出現下列日食。
| 升交點   | 升交點                  |          | 降交點                   | 降交點 |
| 沙羅週期 | 地圖                    | 沙羅週期 | 地圖                     |        |
| 119      | 1986年4月9日 偏食（南） | 124      | 1986年10月3日 全環食     |        |
| 129      | 1987年3月29日 全環食    | 134      | 1987年9月23日 環食       |        |
| 139      | 1988年3月18日 全食      | 144      | 1988年9月11日 環食       |        |
| 149      | 1989年3月7日 偏食（北） | 154      | 1989年8月31日 偏食（南） |        |

### 沙羅周期
沙羅周期長度為18年11天。本次日食屬於沙羅周期149，共包含71次日食，依次為1664年8月21日至2025年3月29日的21次日偏食、2043年4月9日至2331年10月2日的17次日全食、2349年10月13日至2385年11月3日的3次全環食（亦稱混合食）、2403年11月15日至2800年7月13日的23次日環食、2818年7月24日至2926年9月28日的7次日偏食，總共歷時1262.11年。其中最長的全食發生於2205年7月17日，共持續4分10秒。
下表列舉了1901年至2100年間發生的屬於該週期的日食，是第15至25次：
| 15            | 16            | 17            |
| ------------- | ------------- | ------------- |
| 1917年1月23日 | 1935年2月3日  | 1953年2月14日 |
| 18            | 19            | 20            |
| 1971年2月25日 | 1989年3月7日  | 2007年3月19日 |
| 21            | 22            | 23            |
| 2025年3月29日 | 2043年4月9日  | 2061年4月20日 |
| 24            | 25            |               |
| 2079年5月1日  | 2097年5月11日 |               |

## 資料來源
1. ↑  樊忠玉. . 中国天文科普网.   [2016-01-30]. （原始内容存档于2014-09-17）.
2. ↑  Fred Espenak. . NASA Eclipse Web Site.   [2016-01-30]. （原始内容存档于2020-10-20）.（英文）
3. ↑  Fred Espenak. . NASA Eclipse Web Site.   [2016-01-30]. （原始内容存档于2020-10-28）.（英文）
4. ↑  Fred Espenak. . NASA Eclipse Web Site.（英文）

## 外部連結
- NASA日食專頁（页面存档备份，存于）（英文）
- 可見區域圖和時間統計：由弗雷德·埃斯佩納克做出的日食預報，NASA/GSFC
  - 貝塞爾元素

| \| \| 日食 \|                             |                             |                                           |
| 上一次日食： 1988年9月11日日食 （日環食） | 1989年3月7日日食 （日偏食） | 下一次日食： 1989年8月31日日食 （日偏食） |
| 上一次日偏食： 1986年4月9日日食           | 1989年3月7日日食 （日偏食） | 下一次日偏食： 1989年8月31日日食          |
|                                           | 日食                        |                                           |